# Uvaria ambongensis
Uvaria ambongensis är en kirimojaväxtart som först beskrevs av Henri Ernest Baillon, och fick sitt nu gällande namn av Friedrich Ludwig Diels. Uvaria ambongensis ingår i släktet Uvaria och familjen kirimojaväxter. Utöver nominatformen finns också underarten U. a. sciocarpa.